# Isländischer Fußballpokal der Männer 1975
Der isländische Fußballpokal 1975 war die 16. Austragung des isländischen Pokalwettbewerbs der Männer. Pokalsieger wurde ÍB Keflavík. Das Team setzte sich im Finale am 13. September 1975 im Laugardalsvöllur von Reykjavík gegen ÍA Akranes durch. Titelverteidiger Valur Reykjavík war im Viertelfinale gegen den späteren Finalisten ausgeschieden.

## Modus
Die Begegnungen wurden in einem Spiel ausgetragen. Bei unentschiedenem Ausgang wurde das Spiel auf des Gegners Platz wiederholt. In den ersten drei Runden nahmen Zweit- und Drittligisten teil. Die Vereine aus der ersten Liga starteten im Achtelfinale.

## 1. Runde
| Datum      |                     | Ergebnis |                      |
| ---------- | ------------------- | -------- | -------------------- |
| 25.06.1975 | Völsungur Húsavík   | 4:1      | Leiftur Ólafsfjörður |
| 25.06.1975 | þór Akureyri        | 6:1      | KS Siglufjarðar      |
| 25.06.1975 | þróttur Norðfjörður | 9:0      | Höttur Egilsstaðir   |
| 25.06.1975 | Austri Eskifjörður  | 1:2      | Huginn Seyðisfjörður |
| 25.06.1975 | Valur Reyðarfjörður | 3:0      | HSK Selfoss          |
| 25.06.1975 | UMS Skagafjörður    | 1:3      | Reynir Árskógsströnd |
| 09.07.1975 | HV Ísafjörður       | 1:0      | UMF Bolungarvík      |

## 2. Runde
| Datum      |                         | Ergebnis |                     |
| ---------- | ----------------------- | -------- | ------------------- |
| 24.06.1975 | Fylkir Reykjavík        | 4:1      | ÍF Grótta           |
| 24.06.1975 | UMF Selfoss             | 3:0      | ÍR Reykjavik        |
| 25.06.1975 | Breiðablik Kópavogur    | 1:3      | Ármann Reykjavík    |
| 25.06.1975 | UMF Afturelding         | 0:5      | þróttur Reykjavík   |
| 25.06.1975 | ÍB Ísafjörður           | 2:0      | UMF Víkingur        |
| 09.07.1975 | Huginn Seyðisfjörður    | 1:2      | þróttur Norðfjörður |
| 09.07.1975 | Leiknir Fáskrúðsfjörður | 4:1      | Valur Reyðarfjörður |
| 09.07.1975 | Reynir Árskógsströnd    | 3:1      | Völsungur Húsavík   |
| 09.07.1975 | KA Akureyri             | 1:3      | þór Akureyri        |
| 17.07.1975 | UMF Grundarfjörður      | 2:3      | HV Ísafjörður       |

## 3. Runde
| Datum      |                      | Ergebnis |                         |
| ---------- | -------------------- | -------- | ----------------------- |
| 08.07.1975 | UMF Stjarnan         | 0:2      | UMF Selfoss             |
| 08.07.1975 | Leiknir Reykjavík    | 2:6      | þór Þorlákshöfn         |
| 08.07.1975 | UMF Grindavík        | 2:1      | Víðir Garði             |
| 09.07.1975 | Ármann Reykjavík     | 3:0      | Fylkir Reykjavík        |
| 23.07.1975 | Haukar Hafnarfjörður | kampflos | Þróttur Reykjavík       |
| 23.07.1975 | HV Ísafjörður        | 0:7      | ÍB Ísafjörður           |
| 23.07.1975 | þór Akureyri         | 2:0      | Reynir Árskógsströnd    |
| 23.07.1975 | þróttur Norðfjörður  | 1:0      | Leiknir Fáskrúðsfjörður |

## Achtelfinale
Teilnehmer: Die acht Sieger der 3. Runde und die acht Teams der 1. deild 1975.
| Datum      |                      | Ergebnis |                    |
| ---------- | -------------------- | -------- | ------------------ |
| 30.07.1975 | Haukar Hafnarfjörður | 1:5      | þór Akureyri       |
| 30.07.1975 | UMF Grindavík        | 0:3      | FH Hafnarfjörður   |
| 30.07.1975 | KR Reykjavík         | 2:0      | Fram Reykjavík     |
| 30.07.1975 | ÍA Akranes           | 3:1      | Ármann Reykjavík   |
| 30.07.1975 | þór Þorlákshöfn      | 0:2      | Víkingur Reykjavík |
| 30.07.1975 | ÍB Keflavík          | 3:0      | ÍB Ísafjörður      |
| 30.07.1975 | Valur Reykjavík      | 8:0      | UMF Selfoss        |
| 30.07.1975 | ÍBV Vestmannaeyja    | 6:0      | þróttur Reykjavík  |

## Viertelfinale
| Datum      |                    | Ergebnis |                   |
| ---------- | ------------------ | -------- | ----------------- |
| 13.08.1975 | Víkingur Reykjavík | 0:2      | ÍB Keflavík       |
| 13.08.1975 | þór Akureyri       | 1:2      | KR Reykjavík      |
| 13.08.1975 | Valur Reykjavík    | 5:1      | ÍBV Vestmannaeyja |
| 13.08.1975 | FH Hafnarfjörður   | 0:3      | ÍA Akranes        |

## Halbfinale
| Datum      |             | Ergebnis |                 |
| ---------- | ----------- | -------- | --------------- |
| 27.08.1975 | ÍB Keflavík | 2:1      | KR Reykjavík    |
| 27.08.1975 | ÍA Akranes  | 1:0      | Valur Reykjavík |

## Finale
| Paarung  | ÍB Keflavík – ÍA Akranes    |
| Ergebnis | 1:0                         |
| Datum    | 13. September 1975          |
| Stadion  | Laugardalsvöllur, Reykjavík |
| Tore     | 1:0 Einar Gunnarsson        |